# Carte bleue (marque)
Pour le permis de travail européen, voir Carte bleue (Union européenne). Pour le groupement d'intérêt économique français, voir Groupement des cartes bancaires CB.
 (octobre 2024).
Le Groupe Carte Bleue est un acteur bancaire français ayant existé de 1967 à 2010. Il assure alors la gestion de la marque Carte Bleue, première carte de paiement française, ainsi que la passerelle qui permet l'interopérabilité du réseau national français avec le réseau international Visa. Le Groupe Carte Bleue est absorbé par Visa Europe en 2010.

## Historique
En 1967, six banques — trois nationalisées et trois privées : la BNP, le Crédit commercial de France (CCF), le Crédit du Nord, le Crédit industriel et commercial (CIC), le Crédit lyonnais et la Société générale — s'associent pour créer en France la carte bleue qui est la première carte de crédit française, utilisable sur terminal de paiement électronique. 
Avant cette création, le groupe American Express avait diffusé — aux États-Unis à partir de 1958 — dès 1964 sur le territoire français sa première carte de paiement, la GreenCard (carte de couleur verte avec la figure centrale d'un centurion romain) qui peut être considérée comme la première carte de débit et de crédit diffusée en France. 
Mais il faudra attendre 1971 pour que soit créé un groupement d'intérêt économique : le Groupement Carte Bleue. Puis, en 1973, le groupement s'associe avec la banque américaine Bank of America qui diffuse la BankAmericard,. En 1974, les partenaires internationaux de la Bank of America fondent la société IBANCO pour administrer la BankAmericard en dehors des États-Unis. L’appellation VISA voit le jour quand IBANCO devient VISA International en 1976 et le groupement se voit ainsi associé au moyen de paiement par carte le plus utilisé au monde. 
Ce n'est que plus tard que le Crédit mutuel et le Crédit agricole se joignent à eux pour créer le Groupement des cartes bancaires CB, qui sera officiellement créé le 5 janvier 1985. Cette interbancarité permet à la carte bleue d'être acceptée en France chez les commerçants, ayant un contrat avec l'ancien groupement d'avec 1985 et ceux qui en avaient un avec le Crédit mutuel ainsi que le Crédit agricole. La nouvelle carte bleue permet d'obtenir de l'argent liquide dans la quasi-totalité des distributeurs automatiques de billet (sauf les distributeurs réservés aux titulaires de cartes American Express et de cartes D.C.I.). La Poste, qui avait créé en avril 1975 uniquement une carte de retrait accessible dans environ 670 bureaux de poste, devient également un diffuseur de la carte CB en 1985 et adhère au groupement, après sa création, au cours de l'année 1985. En 1985, la Poste avait environ 1400 distributeurs à sa charge et disposait d'environ 1 million de cartes de retrait dit " carte 24/24 ", soit moins de 10% du nombre total de titulaires de comptes courants postaux. 
Enfin, en 1986, l'introduction par la France de la carte à puce, dont l'origine revient à l'inventeur Roland Moreno, permet de renforcer la sécurité des cartes du groupement CB. En effet, un secret intégré à la puce peut être utilisé pour des opérations cryptographiques sans qu'on puisse le lire, ce qui en interdit la copie.
Par la suite, de nombreuses innovations voient le jour :
- 1993 : toutes les cartes bancaires émises en France par le groupement CB sont désormais équipées d'une puce pour accroître leur sécurité. Au moment du paiement, la puce permet d'authentifier la carte et d'identifier le porteur. Fin 1993, la puce avait déjà permis de réduire les pertes dues à la fraude de plus de 50 % par rapport à 1990.
- 1998 : le service Purchasing Carte Bleue Visa obtient le premier accord mondial pour la dématérialisation de factures.
- 2002 : lancement du service e-Carte Bleue, la carte virtuelle pour acheter en toute confiance sur Internet, qui permet de générer un numéro de carte qui ne sert que pour une seule transaction et qui permet de ne pas laisser ses coordonnées bancaires lors d'un achat sur le web.
- 2005 : lancement de la première carte prépayée, acceptée par tous les commerçants : la carte cadeau.

En 2010 : La SAS Carte Bleue est vendue à Visa Europe en février 2010. 100 % des titres sont achetés par Visa Europe qui absorbe la SAS Carte Bleue et crée la succursale française, Visa Europe French Branch.

## SAS Carte Bleue
La création de la Société par actions simplifiée (SAS) Carte Bleue date de 2002. 37 établissements en font alors partie :
- Banco Popular France
- Banque Accord
- Banque calédonienne d’investissement
- Banque Chaabi du Maroc
- Banque Chabrières
- Banque d’Escompte & Wormser Frères réunis
- Banque fédérale des banques populaires
- Banque Française
- Banque Martin Maurel
- Banque Neuflize OBC
- Banque Pouyanne
- BNP Paribas
- Caisse des dépôts et consignations
- Caisse Fédérale du Crédit Mutuel de Maine Anjou et Basse Normandie
- Caisse Fédérale du Crédit Mutuel du Centre
- Compagnie monégasque de banque
- Crédit agricole SA
- Crédit coopératif
- Crédit du Nord
- Crédit foncier de France
- Crédit industriel et commercial (CIC)
- Crédit municipal de Paris
- Crédit Municipal de Toulon
- Fortis Banque France
- GE Money Bank
- Groupe Caisse d'Épargne
- HSBC France
- ING Belgium SA
- LCL Crédit Lyonnais
- Monabanq
- Monte Paschi Banque SA
- La Poste - SF2
- Société Centrale de Crédit Maritime Mutuel
- Société de Crédit à la Consommation CAMIF - C2C
- Société des paiements Pass Carrefour - S2P
- Société générale
- Sofinco

## Identités visuelles

Logo Carte bleue visa depuis janvier 2006